# الربع الفوقي (بوهودة)
الربع الفوقي هي إحدى مشيخات المملكة المغربية، تتبع جغرافيا لإقليم تاونات وإداريًا لبوهودة. يقدر عدد سكانها بـ 4678 نسمة حسب الإحصاء الرسمي للسكان والسكنى لسنة 2004.